# 214819 Gianotti
214819 Gianotti este un asteroid din centura principală de asteroizi.

## Descriere
214819 Gianotti este un asteroid din centura principală de asteroizi. A fost descoperit pe 10 noiembrie 2006 la Vallemare Borbona de Vincenzo Silvano Casulli. Asteroidul prezintă o orbită caracterizată de o semiaxă mare de 3,09 ua, o excentricitate de 0,06 și o înclinație de 16,6° în raport cu ecliptica.